# Santana Esporte Clube
Santana Esporte Clube é uma agremiação esportiva brasileira sediada na cidade de Santana, no estado do Amapá.

## História
Fundado em 25 de setembro de 1955 por Roberto Maqueles Correia, o clube pertencia à mineradora Caemi. Adotou o amarelo e o preto como suas cores e o canário como seu mascote.
Viveu seu maior momento na década de 1960, ainda na fase do  amadorismo no futebol local, com a conquista de cinco títulos nas temporadas 1960, 1961, 1962, 1965 e 1968. Foi ainda campeão amapaense de 1972 e 1985.
Depois de um período afastado do futebol, o Santana retomou suas atividades futebolísticas em novembro de 2008 ao disputar um amistoso contra o Paysandu.

### O Santos do Norte
No ano de 1964, a conceituada revista esportiva Revista do Esporte, do Rio de Janeiro, em sua edição nº252 fez uma matéria sobre o Santana com a chamada "Santos do Norte nunca perdeu um campeonato". A matéria falava sobre o fato do clube ter sido fundado em 1955 e ter estreado em torneios oficiais em 1958 na Segunda Divisão do Campeonato Amapaense, da qual se sagrou campeão mas perdeu a homologação por ter escalado um jogador de forma irregular. Depois, já na primeira divisão, foi tricampeão de forma consecutiva entre os anos de 1960 e 1962.

## Grandes Nomes
- André Damas de Clemente (como técnico)
- Luiz Ganilton Júnior (como auxiliar técnico)
- Marcelo Inácio Berval de Castro (como atleta)

## Títulos
| ESTADUAIS | ESTADUAIS                              | ESTADUAIS | ESTADUAIS                                 |
|           | Competição                             | Títulos   | Temporadas                                |
| --------- | -------------------------------------- | --------- | ----------------------------------------- |
|           | Campeonato Amapaense                   | 7         | 1960, 1961, 1962, 1965, 1968, 1972 e 1985 |
|           | Campeonato Amapaense - Segunda Divisão | 1         | 1957                                      |

Campanhas de destaque
- Vice-campeonato Amapaense: 1976, 2009, 2010 e 2020

Categorias de Base
- Campeonato Amapaense Sub - 18: 2009

## Outras modalidades
- Handebol

- Campeonato Amapaense: Campeão (2010)

## Desempenho em competições

### Participações
|  | Participações em 2025 |

| Competição | Competição        | Temporadas | Melhor campanha     | Estreia | Última | P | R |  |
| Amapá      | Amapazão          | 35         | Campeão (7 vezes)   | 1959    | 2025   |   | 1 |  |
| Amapá      | Segunda Divisão   | 2          | Campeão (1957)      | 1957    | 1991   | 2 |   |  |
|            | Copa Verde        | 2          | 13º colocado (2019) | 2019    | 2021   |   |   |  |
|            | Copão da Amazônia | 2          | 3º colocado (1986)  | 1984    | 1986   |   |   |  |
| Brasil     | Série D           | 1          | 67º colocado (2021) | 2021    | 2021   | – |   |  |

### Campeonato Amapaense - 1ª Divisão
| Ano  | 1950 | 1951 | 1952 | 1953 | 1954 | 1955 | 1956 | 1957 | 1958 | 1959 |
| ---- | ---- | ---- | ---- | ---- | ---- | ---- | ---- | ---- | ---- | ---- |
| Pos. | —    | —    | —    | —    | —    | —    | —    | —    | —    | ?º   |
| Ano  | 1960 | 1961 | 1962 | 1963 | 1964 | 1965 | 1966 | 1967 | 1968 | 1969 |
| Pos. | 1º   | 1º   | 1º   | ?º   | ?º   | 1º   | ?º   | —    | 1º   | —    |
| Ano  | 1970 | 1971 | 1972 | 1973 | 1974 | 1975 | 1976 | 1977 | 1978 | 1979 |
| Pos. | —    | ?º   | 1º   | ?º   | ?º   | ?º   | 2º   | ?º   | ?º   | —    |
| Ano  | 1980 | 1981 | 1982 | 1983 | 1984 | 1985 | 1986 | 1987 | 1988 | 1989 |
| Pos. | —    | —    | —    | —    | —    | 1°   | —    | —    | ?º   | ?º   |
| Ano  | 1990 | 1991 | 1992 | 1993 | 1994 | 1995 | 1996 | 1997 | 1998 | 1999 |
| Pos. | —    | —    | —    | —    | —    | —    | —    | —    | —    | —    |
| Ano  | 2000 | 2001 | 2002 | 2003 | 2004 | 2005 | 2006 | 2007 | 2008 | 2009 |
| Pos. | —    | —    | —    | —    | —    | —    | —    | —    | —    | 2º   |
| Ano  | 2010 | 2011 | 2012 | 2013 | 2014 | 2015 | 2016 | 2017 | 2018 | 2019 |
| Pos. | 2º   | 8º   | 4º   | 8º   | 4º   | 9º   | 5º   | —    | —    | 5º   |
| Ano  | 2020 | 2021 | 2022 | 2023 | 2024 | 2025 |      |      |      |      |
| Pos. | 2°   | 7°   | 4°   | 8°   | 6°   | 8º   |      |      |      |      |

### Campeonato Amapaense - 2ª Divisão
| Ano  | 1957 | 1991 |
| Pos. | 1º   | 2º   |
| ---- | ---- | ---- |

### Torneio da Integração da Amazônia
| Ano  | 1984 | 1986 |
| ---- | ---- | ---- |
| Pos. | ?º   | 3º   |